# Куліга білокрила
Куліга білокрила (Prosobonia leucoptera) — вимерлий вид сивкоподібних птахів родини баранцевих (Scolopacidae). Був ендеміком острова Таїті у Французькій Полінезії. Він був виявлений у 1773 році під час другої навколосвітньої подорожі під командуванням капітана Джеймса Кука. Типовий зразок був зібраний Георгом Форстером і намальований його сином; зразок зараз знаходиться в Центрі біорізноманіття «Натураліс» у Лейдені (Нідерланди), а картина в Лондоні. Інший зразок був зібраний у 1777 році, але згодом втрачений. Все, що відомо про екологію виду, це те, що Форстер зазначив, що птахи зустрічалися вздовж високогірних потоків.